# Soja Jovanović
Sofija „Soja” Jovanović (în sârbă Соја Јовановићâ, pronunțat [sɔ̌fija sɔ̌ːja jɔv̞ǎːnɔv̞it͡ɕ]; n. 1 februarie 1922, Belgrad, Regatul Iugoslaviei – d. 22 aprilie 2002, Belgrad, Iugoslavia) a fost prima femeie regizoare sârbă și iugoslavă, remarcată pentru munca sa în producții de teatru, televiziune și cinematografie.

## Biografie
După ce a studiat la Departamentul de Teatru al Academiei de Muzică din Belgrad, primul ei succes a fost producția de teatru a piesei lui Branislav Nušić Un individ suspect (în sârbă Сумњиво лице) în 1948, pentru care Soja Jovanović a fost premiată la Festivalul de Teatru din Iugoslavia. În afară de producțiile de teatru, ea a regizat și o serie de filme, în mare parte bazate pe comedii scrise de Branislav Nušić, Jovan Sterija Popović, Stevan Sremac și Branko Ćopić. 
Primul ei film a fost Un individ suspect în 1954 pe care l-a regizat cu Predrag Dinulović. În 1957, a regizat Pop Ćira i pop Spira (după un roman omonim de Stevan Sremac), care a fost primul lungmetraj iugoslav filmat în culori și pentru care a câștigat Arena de Aur pentru cel mai bun regizor la Festivalul de Film de la Pula din 1957. De asemenea, a regizat o serie de filme TV și piese radio produse de Radio Televiziunea Belgrad până la începutul anilor 1980, când s-a retras. 
Bunicul ei din partea tatălui a fost Milan Jovanović (1863 - 1944), fotograf de curte al regelui Serbiei, iar fratele acestuia, Paja Jovanović, a fost un renumit pictor sârb. Tatăl ei a fost Dušan Jovanović Đukin, un celebru sculptor sârb, iar mama sa a fost actrița Nevenka Urbanova.

## Filmografie
- Un personaj suspect (Sumnjivo lice, 1954)[3]
- Pop Ćira i pop Spira (1957)
- Diližansa snova (1960)
- Dr (Doctor în filosofie, 1962)
- Pune oko sveta (În jurul lumii, 1964)[4]
- Orlovi rano lete (1966)
- Pusti snovi (1968)
- Silom otac (1969)

## Vezi și
- Bata Živojinović